# Johannes (Oberzell)

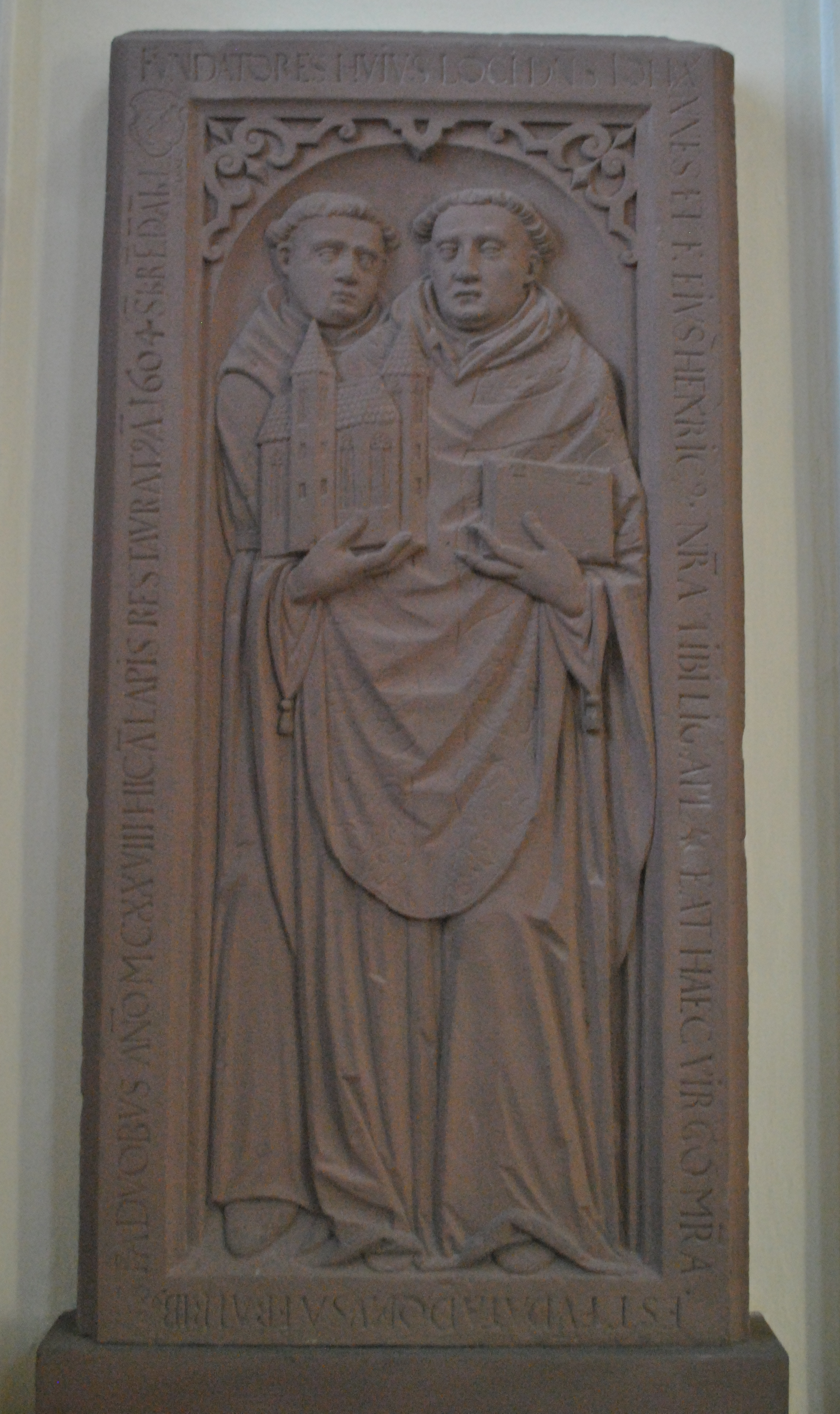
Das Stifterdenkmal in der Oberzeller Klosterkirche. Johannes neben seinem Bruder Heinrich

Johannes (auch Johann; gen. 1133, vor 1141) war zwischen 1128 und 1141 einer der Stifter und erster Vorsteher des Prämonstratenserklosters Oberzell in Zell am Main.

## Vor der Gründung von Oberzell
Der Gründer des Prämonstratenserordens, Norbert von Xanten, kehrte nach seiner Ernennung zum Erzbischof von Magdeburg in das Heilige Römische Reich zurück. Er kam auch durch Würzburg und soll hier am Ostertag des Jahres 1126 eine blinde Frau geheilt haben. Das Wunder bewog mehrere einflussreiche Würzburger ihren Landbesitz dem neuen Orden zu stiften. Die Gemeinschaft wurde als Doppelkloster für Männer und Frauen vor den Toren der Stadt Würzburg geplant.

## Leben
Die Herkunft des Johannes ist unklar. Wahrscheinlich war er vor der Gründung des Klosters bereits Kanoniker am Würzburger Domstift und damit Teil der städtischen Oberschicht. Vermutlich war die Familie adeliger Herkunft und sehr kinderreich. So sah man für die Nachgeborenen, zu denen auch Johannes zu zählen ist, eine geistliche Laufbahn vor. Nach der Heilung der Blinden in Würzburg, erklärten sich die leiblichen Brüder Johannes und Heinrich, eventuell mit dem dritten, Liebhulf, bereit ihren Besitz an den Orden zu spenden.
Erstmals erwähnt wurde die neue Prämonstratenserniederlassung in einer Urkunde Bischofs Embricho von Würzburg. Der Bischof tauschte damals einige Güter mit der Zeller Pfarrkirche, auf deren Gebiet der neue Konvent angesiedelt werden sollte. Johannes war wohl von Norbert von Xanten persönlich zum ersten Vorsteher des Klosters bestimmt worden. Bereits am 20. Februar 1133 konnte sich Johannes, mittlerweile auch Propst genannt, die Stiftung von Papst Innozenz II. bestätigen lassen.
Johannes ließ schnell die ehemalige Pfarrkirche von Zell abreißen und an ihrer Stelle die neue Klosterkirche errichten. Die Pfarrkirche wurde an anderer Stelle neu gebaut. Letztmals in den Quellen wurde Johannes vor dem Jahr 1141 genannt, im Jahr 1143 war bereits Conrad neuer Vorsteher von Zell. In der älteren Klosterhistoriographie wurden ihm die Attribute eines Heiligen oder Seligen zugesprochen. Außerdem soll er die Gabe der Weissagung besessen haben.
Johannes wurde zusammen mit seinem Bruder Heinrich in der neuen Klosterkirche bestattet. Der Grabstein der Stifter wurde von Abt Johannes Herberich im Jahr 1604 entfernt und ersetzt. Im Jahr 1654 wurden die Gebeine der Klosterstifter umgebettet und 1702 in einem kupfernen Sarg bestattet, ehe sie 1704 neu bestattet werden konnten. Nun ruhen sie in der Zeller Pfarrkirche. Auf dem Stifterdenkmal von 1604 werden sie als „Fundatores huius loci (…)“ (lat. Gründer dieses Ortes) bezeichnet.